# 長永紀念福園
長永紀念福園，是位於新北市泰山區林口特定區南林段南亞工十二工業區旁由台塑集團興建、經營的私立公墓，以創辦人王永慶與王永在昆仲的家族墓園為核心，佔地5.4公頃、面積逾1.2萬坪，全域規劃有土葬、樹葬、骨灰壁葬及骨灰土葬等六千多個墓位，附設公園、停車場、管理中心等設施，該墓園與墓穴合計耗資新台幣8000萬元打造。

## 概要
2006年間，台塑創辦人王永慶即選定臺北縣泰山鄉南亞塑膠廠區旁、明志科技大學後方土地欲規劃作為家族墓園之用；2008年10月15日王永慶辭世後，由長子王文洋委由風水師王泰安規劃設計，取其中一處作為王永慶長眠之地。同年，台塑集團申請在該址興建私立長永紀念福園，由工業區變更為「殯葬設施專用地」，獲內政部核准並公告，於11月3日上午10時在泰山鄉公所舉辦說明會，墓區設置0.74公頃的土葬墓基共267個穴位、室內納骨塔1813個塔位、樹葬區共3480個樹葬穴位及符合入土為安風土習慣的戶外骨灰土葬區共1007個穴位，合計共6567個墓位。2009年3月24日，經縣府相關機關審核水土保持計畫及環境影響評估後核准設置，6月25日正式核准墓園第一期墓區啟用案。2009年7月2日午後15時15分，已故創辦人王永慶在此下葬。2011年7月26日，王永慶二房側室楊嬌安葬於先夫墓側，建材都以大理石和花崗岩為主，耗資百萬元以上。同年，南亞塑膠以總金額新台幣逾8.6億元將墓園經營權售予長永開發。2015年5月18日下午，王永在在此安葬。2020年，新北市政府民殯字第10951195061號公告墓園第二期啟用。

## 爭議
- 2011年11月，市議員賴秋媚表示與泰山區許多在地里長直至接獲新北市環保局通知要召開「長永紀念福園」環差報告第二次審查會，才知道原來泰山有殯葬專區，因此懷疑墓園規劃作業程序不透明，否則為何在地居民大部分不知情。賴也認為，殯葬專區一旦設立會斷送泰山區的生態、景觀及未來發展。民眾得知消息後也多表反彈，在地方上醞釀抗爭行動。[10]
- 2012年11月，媒體人楊憲宏表示，有民眾指出墓園所在地以前掩埋了大量的事業廢棄物，而且可能有毒。楊批評道：「王永慶葬在福地，老百姓葬在垃圾場上面，我不曉得這個大家作何感想，它如果這些有毒物質，尤其是石化的有毒物質，其實焚化的話連戴奧辛都可能會存在。」並且高度懷疑，「這裡曾經埋設了台塑北部場區的工業垃圾，只是早就深埋地下，沒有人掌握得了成份，台塑自己可能都忘了。」對此新北市環保局表示，會要求台塑提供資料。[11]

## 外部連結
- 私立公墓納骨塔查詢：私立長永紀念福園